# Asphingoderus uvarovites
Asphingoderus uvarovites är en insektsart som först beskrevs av Leo L. Mishchenko 1936.  Asphingoderus uvarovites ingår i släktet Asphingoderus och familjen gräshoppor.

## Underarter
Arten delas in i följande underarter:
- A. u. uvarovites
- A. u. similis